# Vrahovice
Vrahovice este un sat în regiunea Olomouc din Republica Cehă, aproape de Prostějov. Este o parte administrativă a Prostějov. Acesta are în jur de 3400 de locuitori. Satul a fost menționat pentru prima dată în 1337.
1. ↑  Veřejný dálkový přístup k datům RÚIAN
2. ↑  Q110166057, accesat în 17 decembrie 2021